# Richard Connell
Richard Edward Connell Jr. (17 oktober, 1893 - 22 november, 1949) was een Amerikaanse auteur en journalist, vooral bekend om zijn kortverhalen die in The Saturday Evening Post en de Collier's tijdschriften werden gepubliceerd. Zijn bekendste werk is waarschijnlijk The Most Dangerous Game, wat hij schreef in 1924. Daarnaast werd hij in 1942 genomineerd voor de Oscar voor beste verhaal voor de film Meet John Doe, wat dan weer gebaseerd was op zijn kortverhaal A Reputation uit 1922.
Connell had daarnaast ook succes als scenarist.

## Scenario
- The Milky Way (1936) (schrijver)
- Love on Toast (1937) (schrijver)
- Okusama ni shirasu bekarazu (1937) (schrijver)
- Doctor Rhythm (1938) (schrijver)
- Hired Wife (1940) (schrijver)
- Nice Girl? (1941) (schrijver)
- Rio Rita (1942) (scenarist)
- Presenting Lily Mars (1943) (scenarist)
- Two Girls and a Sailor (1944) (schrijver)
- Thrill of a Romance (1945) (schrijver)
- Her Highness and the Bellboy (1945) (schrijver)
- Luxury Liner (1948) (schrijver)

## Boeken en kortverhalen
- The Sin of Monsieur Pettipon and other humorous tales (1922)
- A Reputation (1922)
- The Most Dangerous Game (1924)
- The Mad Lover (1927)
- Murder at Sea (1929)
- Ironies (1930)
- Playboy (1936)
- What Ho! (1937)

- Biblioteca Nacional de España: XX1067563
- Bibliothèque nationale de France: cb14088879s (data)
- Gemeinsame Normdatei: 138459630
- International Standard Name Identifier: 0000 0000 5123 1766
- Library of Congress Control Number: n50028704
- Nationale Bibliotheek van Tsjechië: xx0154475
- Nationale bibliotheek van Australië: 35030572
- Nationale Bibliotheek van Israël: 987007438058405171
- Nederlandse Thesaurus van Auteursnamen: 429497121
- Réseau des bibliothèques de Suisse occidentale: 02-A017695909
- Istituto Centrale per il Catalogo Unico: RAVV078629
- SNAC: w6n593nm
- Système universitaire de documentation: 068728654
- Trove: 803463
- Virtual International Authority File: 54353268
- WorldCat: E39PCjMBBc4rHYXmk9WHK7CfFX